# 榊原政敬
榊原 政敬（さかきばら まさたか）は、江戸時代末期の大名、明治から昭和期の日本の華族。位階・爵位は正四位・子爵。
榊原家の14代当主で、越後国高田藩の第6代（最後）藩主、同藩初代（最後）藩知事を務めた。廃藩置県後も大正14年の隠居まで華族榊原家の戸主であり続けた。

## 略歴
榊原政礼（高勝院・伊織・第3代藩主・榊原政令の3男）の長男。弘化2年（1845年）2月4日生まれともされる。文久元年（1861年）、先代藩主だった叔父・榊原政愛が死去し家督を継ぐ。
慶応2年（1866年）の第二次長州征討では、彦根藩と共に芸州口の先鋒を命じられる。しかし、旧式の軍装だったこともあり、近代装備を備えた長州藩兵に敗れ、開幕以来の徳川家先鋒の面目を失った。
鳥羽伏見の戦い直後の頃は、高田藩は譜代大名の立場もあって、政府に対して徳川家改易を免除するよう嘆願しつつ、徳川慶喜に対して政府に謝罪すべきことを諫言するという「哀訴諫諍」の立場を取っていたが、佐幕派の旧幕臣古屋佐久左衛門の隊が高田藩の領内を通過して官軍の尾張藩軍や松代藩軍に攻撃をしかけた事件が起き、高田藩は尾張藩や松代藩から糾弾された。高田藩が古屋隊を強襲したので高田藩の責任は不問となったものの、疑念を晴らすため尊皇の姿勢を示す必要に迫られ、官軍の先鋒として戊辰戦争に参戦、長岡藩や会津藩の征圧に参戦して大いに戦功をあげた。その戦功により、明治2年（1869年）6月2日に1万石の賞典禄を下賜された。
明治2年（1869年）の版籍奉還で高田藩知事に転じるとともに華族に列し、明治4年（1871年）の廃藩置県に伴う罷免まで藩知事に在職。
高田藩が政府に届け出ていた藩札は15万両だったが、廃藩置県後、柏崎県で旧高田藩藩札を整理したところ1万3000両以上余分に発行されていたことが発覚。関係者の取り調べの結果、旧高田藩会計方が規定額より3万両多い藩札を貸し付けることで利息を取っていたことが判明した。この件の処分は柏崎県の後身の新潟県に任されたが、県令楠本正隆は直接犯行に及んだ旧藩士8名を逮捕して禁固70日間に処しつつ（うち1名は割腹自殺）、政敬については、政府への忠誠と功績を評価していまさら責任を問う必要なしと寛大な処置を取り不問にした。
廃藩置県の際に定められた家禄は4841石。明治9年の金禄公債証書発行条例に基づき家禄と賞典禄（実額2500石）の合計7341石と引き換えに支給された金禄公債の額は、13万1465円77銭5厘（華族受給者中54位）。
明治17年（1884年）7月7日の華族令の施行により華族が五爵制になり、政敬は翌8日に旧小藩知事（旧高田藩の現米は4万8410石で現米5万石未満の旧小藩に該当）として子爵に叙された。
伯爵位を欲した政敬は、明治22年（1889年）、明治24年（1891年）、明治25年（1892年）、明治33年（1900年）の四度にわたって伯爵陞爵の請願を行っている。維新の功で陞爵があった真田家、佐土原島津家、大村家、吉川家、成瀬家、亀井家など他の諸侯を引き合いに出して榊原家の維新の功はそれに劣らぬものであることを訴えて榊原家にも陞爵があるよう請願し、また勝海舟にも取り成しを依頼したらしく、『海舟日記』の明治22年1月6日の項に「榊原政敬より、伯爵へ転じ度き旨内願書付持参」という一文がある。しかし4度の陞爵請願はいずれも不許可に終わった。
なお、政敬には男子がなく、始め岡田家（叔父・善宝の養子先?）から政善を養子に迎えた。後に婿養子とした旗本榊原家（本姓は花房）出身の政和を婿養子に迎え、大正14年6月4日に隠居して彼に爵位と家督を譲った。
昭和2年（1927年）死去。

## 栄典
- 1887年（明治20年）12月26日 - 正四位[14]

## 家族

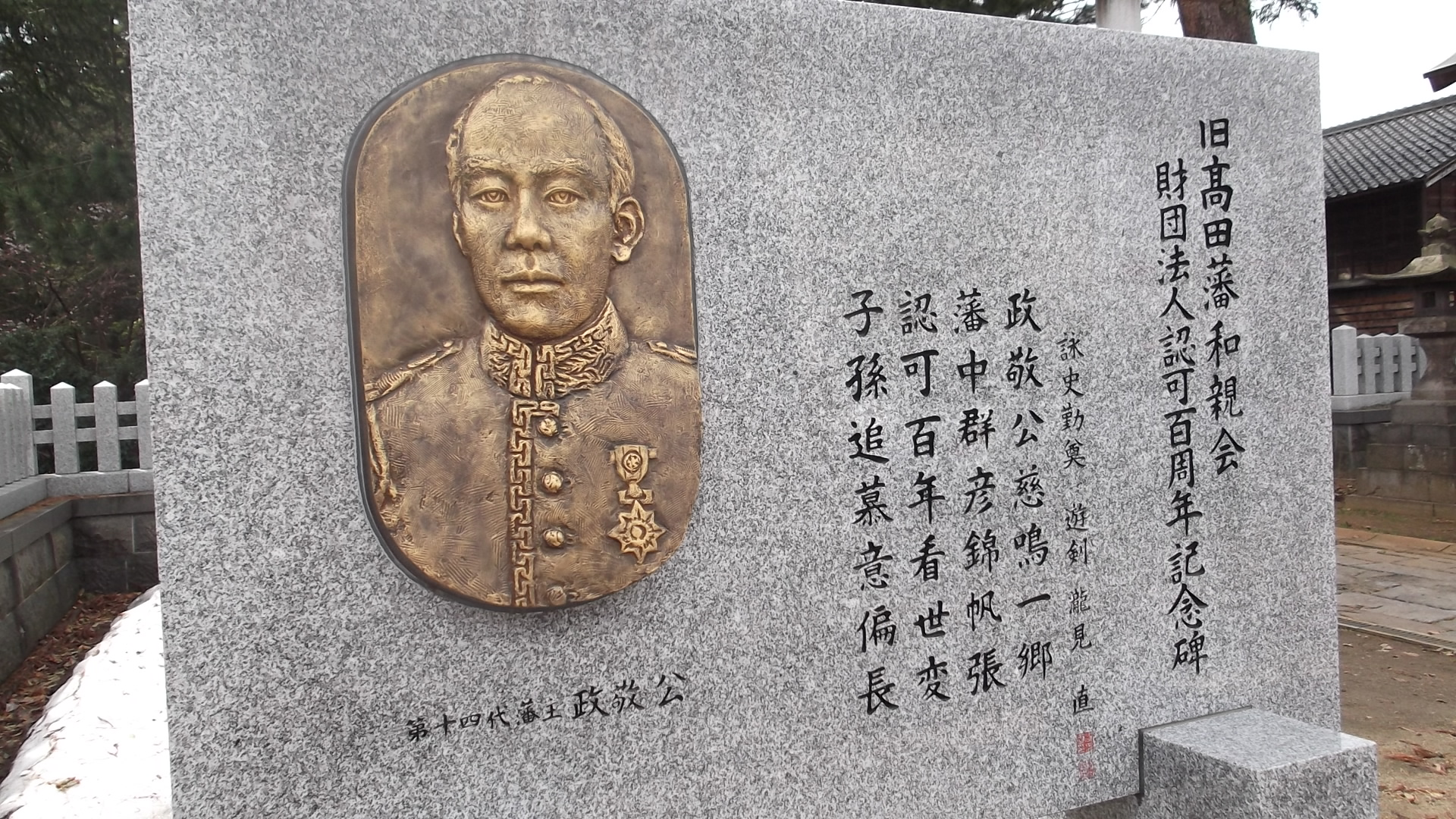
越後高田藩最後の藩主だった榊原政敬の顕彰碑（新潟県上越市・榊神社）

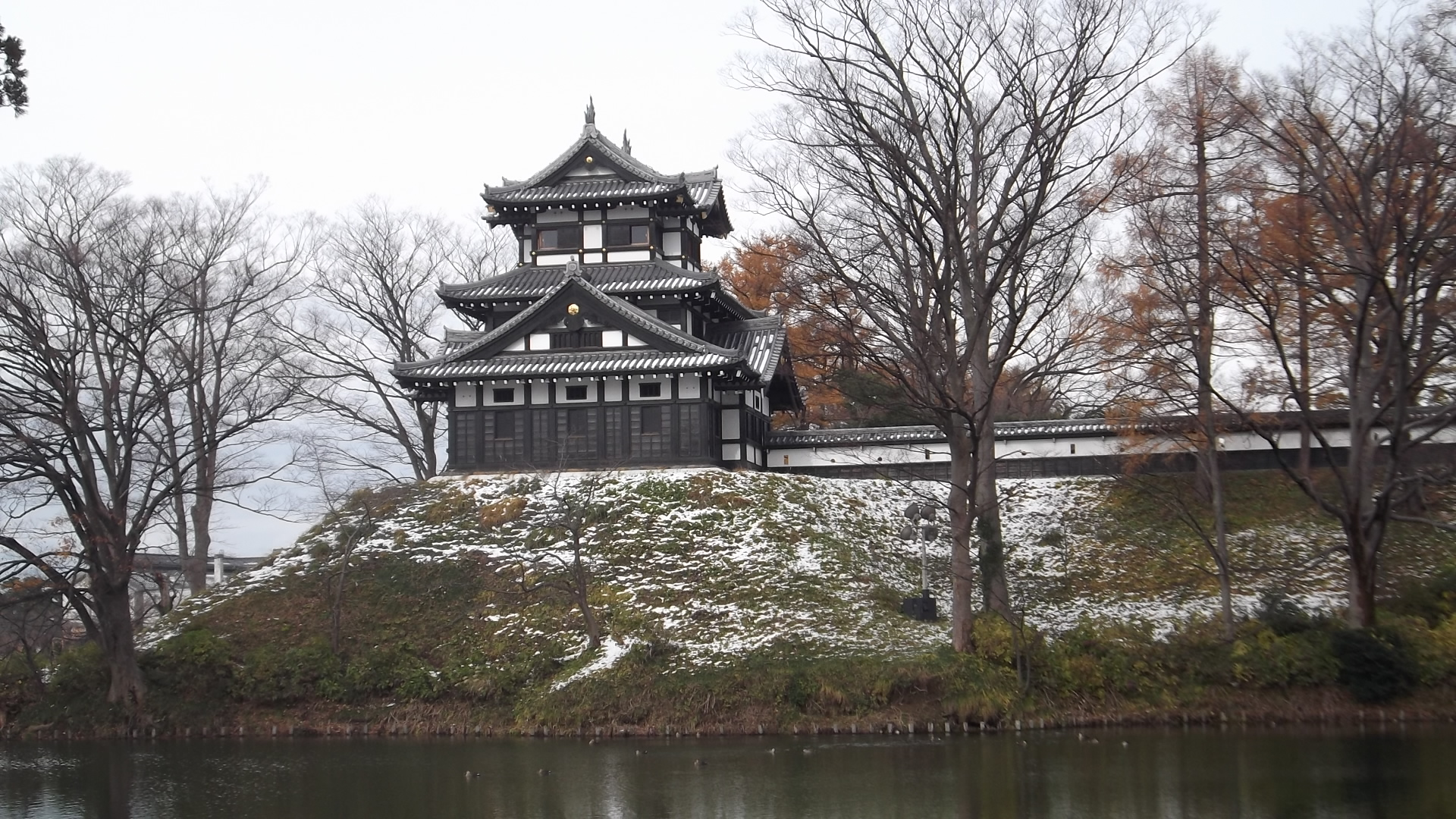
越後高田城三重櫓（新潟県上越市）

父母
- 榊原政礼（実父）
- 石毛氏（実母） - 側室
- 榊原政愛（養父）

妻
- 有馬久仁子（正妻） - 有馬温純の娘
- 前田禮子（継妻） - 前田慶寧の長女

側室
- 福山氏

子女
- 榊原彜子 - 榊原政和夫人、生母は禮子
- 榊原重子 - 伊藤忠寿夫人、生母は福山氏
- 榊原鑒子 - 榊原政和夫人

養子
- 榊原政善 - 岡田氏一門
- 榊原政和 - 榊原職政の子